# Current Oncology
Current Oncology es una revista médica bimestral revisada por pares que cubre la oncología. Fue establecida en 1994 y originalmente publicado trimestralmente por Multimed Inc. , una compañía fundada en 1980 por Lorne Cooper. Sus fundadores pretendieron que fuera un foro en el que los oncólogos canadienses pudieran publicar su trabajo. La revista ahora (2022) se publica mensualmente por Multidisciplinary Digital Publishing Institute (MDPI). Todos los números publicados desde diciembre de 2005 están disponibles en acceso  abierto en el sitio web de la revista. Según Journal Citation Reports , la revista tiene un factor de impacto de 3,677 en 2020.

## Métricas de revista
2022
- Web of Science Group : 3,677
- Índice h de Google Scholar:55
- Scopus:2,634